# Etnia mon
Los mon (en mon: ဂကူမန်; listenⓘ) son un grupo étnico que se piensa tienen sus orígenes al oeste de China y que actualmente viven en la zona oriental de Birmania y al centro oeste de Tailandia.
Los mon han vivido en esta región durante los últimos 1200 años. Las colonias mon que viven principalmente en Nakhon Pathon, Samut Sangkram y Samut Prakan están formadas en realidad por inmigrantes llegados recientemente de Birmania.
Su lengua está emparentada con el idioma jemer. Le aportaron a Birmania su escritura (Pali) y su religión (el budismo). El arroz y la teca son sus más importantes productos agrícolas. A día de hoy suman más del millón de integrantes.